# 강현우 (2000년)
강현우(2000년 8월 24일 ~ )는 대한민국의 축구 선수로, 포지션은 미드필더이다.